# فريتز هاوغ
فريتز هاوغ (بالنرويجية البوكمول: Frederic Hauge)‏ هو محافظ على الطبيعة نرويجي، ولد في 15 أغسطس 1965 في ساندفيورد في النرويج.

## وصلات خارجية
- فريتز هاوغ على موقع IMDb (الإنجليزية)